# 잔류성 유기 오염 물질
잔류성 유기 오염 물질(殘留性有機汚染物質, 영어: Persistent Organic Pollutants, POPs)은 자연 분해되기 어렵고 생물 농축에 의해 인체나 생태계에 피해를 주는 유기물이다.

## 같이 보기
- 대기 오염
- 폴리염화 바이페닐
- 테트라에틸 납
- 트리클로산